# Bezzia tshernovskii
Bezzia tshernovskii är en tvåvingeart som beskrevs av Remm 1993. Bezzia tshernovskii ingår i släktet Bezzia och familjen svidknott.
Artens utbredningsområde är Armenien. Inga underarter finns listade i Catalogue of Life.